# Eddie Halvey
Edward Oliver Halvey, detto Eddie (Limerick, 11 agosto 1970), è un ex rugbista a 15 irlandese, militante nel ruolo di terza linea ala in Munster e London Irish e 8 volte internazionale per l'Irlanda.

## Biografia
Cresciuto nello Shannon, divenne professionista in Inghilterra nelle file dei Saracens ai quali giunse nel gennaio 1996; tuttavia, già a fine anno tornò a Shannon.
Tesserato a livello provinciale per Munster, con esso disputò le competizioni europee di club; esordì nel 1995 in Nazionale irlandese contro la Francia nel corso del Cinque Nazioni di quell'anno e, successivamente, prese parte alla Coppa del Mondo in Sudafrica.
Nell'estate del 2000 lasciò Munster e si trasferì in Inghilterra al London Irish, in cui rimase per due stagioni vincendo la Coppa Anglo-Gallese nel 2002.
Tornato al Munster nel 2002, si ritirò nel 2004.
Nel 2006 fu coinvolto in un incidente stradale nel quale rimase ucciso un ragazzo di 16 anni; la sua vettura colpì un'automobile che aveva fatto un'inversione a U non consentita, tuttavia Halvey presentava un tasso alcolico pari a quasi il doppio del limite di legge consentito.
La pena irrogatagli furono sette mesi di detenzione con la sospensione condizionale della pena, altrettanti anni di sospensione della patente e cinque anni di buona condotta obbligatoria.

## Palmarès
- Coppe Anglo-Gallesi: 1
London Irish: 2001-02